# 中井美穂
中井 美穂（なかい みほ、本名:古田美穂（旧姓中井）1965年3月11日 - ）は、東京都出身（アメリカ合衆国・ロサンゼルス生まれ）のフリーアナウンサー、タレント。元フジテレビアナウンサー。血液型O型。ブルーミングエージェンシー所属。

## 経歴
世田谷区立玉川中学校、目黒星美学園高等学校時代は演劇部に所属。1987年、日本大学芸術学部放送学科卒業、フジテレビ入社。同年、深夜番組『録影館』でニッポン放送アナウンサー・上柳昌彦とMCを担当。
1988年、『プロ野球ニュース』土日メインキャスターを担当し、番組初の女性メインキャスターとなる。「四死球（ししきゅう）」を「よんしきゅう」と読むなど野球の知識に乏しい状態での抜擢であり、当初は大矢明彦、平松政次、谷沢健一ら解説者にサポートされていたが、徐々に成長して評価を高めた。これ以降同番組は女性アナウンサーをメインに起用するようになった。1992年からは平日も担当するようになる。
1989年には『同・級・生』に安田成美演ずるヒロインの大学時代の友人役として出演したことで話題となる。テレビ局所属の現役女子アナがゲスト出演ではなく重要な役割でレギュラー出演したのは他に類を見ないとされる。
これらの実績により、「女子アナのタレント化」の草分けとされる。
他にも『平成教育委員会』、『FNNスーパータイム』（スポーツキャスター）等に出演。
1995年、当時ヤクルトスワローズに在籍していたプロ野球選手の古田敦也と結婚、退社。フリーとなる。フリー転身直後の同年12月31日、NHK『第46回NHK紅白歌合戦』に短時間ではあるが出演、審査員を務めた古田の後ろの席におり、白組司会の古舘伊知郎とトークをする場面があった。
フリー転身後は司会だけでなく、バラエティ番組のゲスト出演やコメンテーターとしての登場が比較的多い。『平成教育委員会』も逸見政孝の癌闘病による降板（逸見はその後1993年12月25日死去）後、学級委員として解答者兼任で番組進行を務めていたが、その後の番組リニューアルに伴い解答者に専任した。
1997年の第7回世界陸上競技選手権アテネ大会から2022年の第18回世界陸上競技選手権ユージーン大会まで25年間に亘り、織田裕二（俳優）とのコンビでTBSテレビの大会中継番組のメインキャスターを務めたことでも知られており、日本陸上競技連盟（JAAF）は、2022年12月15日に開催した年間表彰セレモニー『JAAFアスレティックス・アワード2022』に於いて、「陸上競技の認知度向上に著しく寄与した」として、織田と中井の2名に連盟特別賞を授与した。
2002年8月に子宮筋腫のため入院し、筋腫部分を摘出した。
2003年、腹膜炎を患い、腸の患部を切り再びつなげる処置をする上で1年間人工肛門を装着していた。その当時は仕事は普通にこなしており、2016年2月15日に放送された『徹子の部屋』で初めて明らかにされた。
2013年から、読売演劇大賞の選考委員を務めている。

## 人物
趣味は観劇、映画鑑賞。無類の舞台モノ好きで、歌舞伎、タカラヅカ、ミュージカル、バレエなどジャンルを問わず観劇に出掛ける。特に宝塚歌劇団の大ファンで、タカラジェンヌと、その公演についてやそのタカラジェンヌについて詳しく聞いていく番組『宝塚カフェブレイク』は趣味の仕事と言ってはばからない。
『ミュージカル テニスの王子様』にはまっていると公言。開催期間中に少なくとも2度は足を運ぶという。
学生時代から熱心なサッカーファン。
「プロ野球ニュース」で、担当した第1回目のサンケイスポーツなどのラテ欄には「中井美穂」ではなく、当時人気絶頂だった「中山美穂」と間違えて印刷された。
入社試験で化粧をしなかったため、当時の鹿内春雄会長に「入社試験で化粧をしなかったのは君がはじめてだ」と言わしめた。
愛称のミポリンは中山美穂にあやかってつけられた。

## 主な出演

### テレビ番組
※太字は現在レギュラー出演中
- 宝塚カフェブレイク（東京MXテレビ） - MC
- 旅の香り〜四季の名宿めぐり〜（テレビ朝日）
- スジナシシアター（2015年 - 、（毎年1〜2回）、TBS） - 進行

過去（放送局名が記されていないものはすべてフジテレビ）
- 録影館
- ショットガン
- どうーなってるの?!内「夕食ばんざい」
- 夜のヒットスタジオスペシャル（1994年10月 - 1997年3月）
- さんまと地獄をみなさい
- 世にもドカンな物語
- 笑っていいとも!増刊号 - 退職後も、平日の笑っていいとも!に何度か出演。
  - 笑っていいとも!特大号（1987年 − 1994年） - 進行アナ
- 平成教育委員会
- プロ野球珍プレー・好プレー大賞
- 女子、椅子取り選手権 - 退職後もまれにゲストとして出演
- 世界陸上選手権（1997年 − 2022年（隔年）、TBS）
- キラキラTV（2008年7月 - 12月、BS11デジタル） ※発売されたDVDにも出演している。
- 鶴瓶のスジナシ!（2011年 - 2014年、CBC） - 進行
- 趣味どきっ!「お寺の知恵拝借」（2016年8月・9月期、NHK Eテレ） - 生徒 役

### テレビドラマ
- 同・級・生（1989年7月3日 - 9月25日、フジテレビ） - 秋山茜 役
- いま、会いにゆきます（2005年7月 - 9月、TBS・日曜劇場 ） - 菊池あすか 役
- ニュース速報は流れた（2009年11月 - 2010年4月、フジテレビワンツーネクスト）-　岸由美 役
- シマシマ（2011年4月 - 6月、TBS）-　白金楓 役

### ラジオ
- COMPAQ JAPANESE PRIME HITS（TOKYO FM）
- 中井美穂のマクドナルド ドライビングビート（TOKYO FM）
- 松任谷正隆のディアパートナー（TOKYO FM）
- 関根潤三・中井美穂のフレッシュ!スター塾（ニッポン放送）

### Web番組
- 宝塚☆スタートーク（2014年 - 2019年、Youtube「ネスレアミューズ」）
- 加美乃素Presents ミュージカル＆トーク（2020年3月 - 、Youtube「加美乃素本舗」）

### 舞台
- スジナシシアターVol.18 in きゅりあん大ホール（2025年9月2日 - 4日〈予定〉、きゅりあん）[21]

### CM・広告
- 朝日新聞社「ピンクリボンスマイルウォーク」（2004年9月）
- ピップフジモト・ピップエレキバンA（2005年4月）
- カタログハウス「通販生活」（2006年）
- セイコーエプソン「マルチフォト・カラリオ・PM-T990」（2006年）
- 太田胃散「整腸薬」（2007年 - 2008年）
- コミックサンケイ
- アデランス「eve-fineQUICK」「シフォレナチュール」（2008年）
- 昭和西川 「ムアツふとん」（2008年 - 2011年）
- TBSテレビ「世界陸上」
- トヨタホーム（古田敦也と夫妻で出演）
- 日本ナットウキナーゼ協会「企業CM」（2017年）
- スカパーJSAT「スカパー!」視聴料0円キャンペーン（2017年）
- フジテレビジョン「FUERZA BRUTA」（2017年）
- はせがわ「企業CM」（2019年）
- 厚生労働省 COCOA（新型コロナウイルス接触確認アプリ）（2020年）
- イオンエンターテイメント「仕掛人・藤枝梅安」（2023年1月）
- アフラック生命保険「生きるを創るがん保険 WINGSプラス」（2023年 - ）

## 出版物
- スポーツの妻たち―爽やかな伴走者（1995年11月、マガジンハウス）
- お料理は苦手!でも大好き（1997年5月、広美出版事業部）
- 毎日の二人のごはん―松本忠子さんに、中井美穂さんが習いました（2004年、文化出版局）

## 同期入社
- 青木美枝（現：経理部社員）